# Schiedam
Schiedam holland város és közigazgatási egység (község, gemeente) Dél-Holland tartományban. Rotterdam és Vlaardingen között terül el, eredetileg a Schie folyó partján, majd később a Maas új medrét (Nieuwe Maas) is itt alakították ki. Bár közigazgatásilag önálló, gyakorlatilag a rotterdami agglomerátum és a kikötőrendszer része, 75000 lakosának jelentős része rotterdami vállalatoknál dolgozik. A rotterdami metró három járata is megáll a Schiedam Centrum vasútállomáson.
A város leginkább a jeneverről (a gin elődjéről), a történelmi belvárosról és a világ legmagasabb szélmalmairól ismert.

## Története
Schiedam hasonlóképpen jött létre, mint a szomszédos Rotterdam vagy a távolabbi Amszterdam: a helyi folyó – ezúttal a Schie – torkolatánál a környékbeli parasztok összefogásával gátat építettek, hogy megakadályozzák a sós tengeri víz felhatolását a vihardagályok idején, és megvédjék polderjeiket. Korabeli okiratok szerint 1247-ben a gát és a polder keleti része Aleid van Holland birtokába került a Jan van Avesnes-szel kötött házassága révén, jegyajándék gyanánt.
A gát kereskedelmet vonzott a környékre, itt rakták át Delftbe, Leidenbe és Haarlembe szállítandó áruk egy részét. Schiedam már 1275-ben városi jogokat kapott nevezett Aleid van Holland-tól, aki II. Vilmos holland gróf nővére volt. Az úrnő kastélyt is építtetett. Az ehhez tartozó öregtorony maradványai még ma is láthatók Schiedam központjában.
Schiedam hamarosan erős konkurenciát is kapott: már 1340-ben Rotterdam és Delft összefogása elterelte a kereskedelem egy részét. A 15. században egy helyi szent, Schiedami Liduina tisztelete tette nevezetessé a várost. A heringhalászat fellendülése kedvezően érintette a helyi gazdaságot. 1428-ban tűzvész pusztította el a település nagy részét.
A 18. század volt Schiedam aranykora. A Franciaországból származó szeszesital-import megszűnése nyomán fellendül Schiedam jenever-termelése. Tucatnyi szeszfőzde jött létre a városban, amelyek hamarosan világszerte exportálták a borókás gabonapárlatot. Ekkor kapta a város a Fekete Názáret „becenevet”. A szeszgyártás fellendülése ugyanis rengeteg káros mellékhatással is járt. A szénnel fűtött lepárlók és üvegpalack-gyárak szennyezték a város levegőjét, ösztönözték az alkoholizmust. A nyitott szennyvíz-csatornák kolerajárványokat okoztak. A városba özönlő munkaerőt nyomortelepeken szállásolták el. A korban adott olyan utcanevek, mint az „Elégetett örökség utcája” jól illusztrálják a korabeli hangulatot.
Ez az iparág a nyomornegyedekkel együtt már régen eltűnt a városból, ottmaradt viszont a híres korabeli szélmalmok közül jó néhány.
A 20. században a városban a jelentős hajógyártás volt, de később ez az iparág is eltűnt. Ma a lakosság nagy része ingázik, főleg Rotterdamba jár dolgozni. Emellett fejlődött a turizmus, a történelmi belváros egyre több érdeklődőt vonz.

## Nevezetességei
A város 18. és 19. századi tizenhét szélmalmából öt maradt fenn máig (De Noord, Walvisch, Drie Koornbloemen, Nieuwe Palmboom és a Vrijheid). Ezeket mind a jenever-gyártás számára őröltek. A városi környezet miatt kellett magasra építeni őket, hogy a tengeri szél elérhesse vitorláikat. Így lettek, mintegy 30 méteres magasságukkal, a világ legmagasabb hagyományos szélmalmai. Alsó részükben raktárak helyezkedtek el.
A fennmaradt malmok a város fontos turisztikai látványosságai. Közülük a Nieuwe Palmboom nevezetűben jenever-múzeum található, és a tetejére is fel lehet menni, ahonnan pompás kilátás nyílik.
2006-ra egy vállalat reklámcélokból építtetett a régi stílusban még egy szélmalmot (neve Noletmolen), ami azonban nem őröl, hanem elektromos energiát termel. 41,82 méteres magasságával jelenleg ez a legmagasabb hagyományos szélmalom a világon. 2009-ben megkezdték a De Kameel nevű régi malom műemléki felújítását is.
2006-ban nyitották meg a teljesen felújított a városi múzeumot.

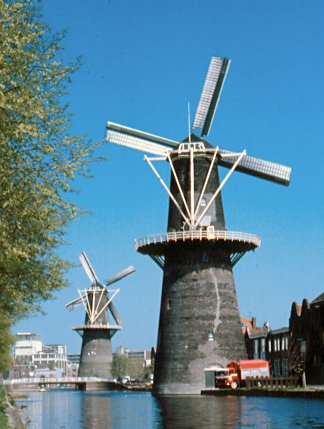
Malmok Schiedamban (De Vrijheid és De Noord a háttérben)

## Helyi önkormányzat
Schiedam községi tanácsának (gemeenteraad) 35 képviselője van. Pártok szerinti megoszlásuk 1994 óta a következő:
| Párt                                   | 1994 | 1998 | 2002 | 2006 | 2010 |
| PvdA (szociáldemokrata)                | 9    | 11   | 7    | 13   | 9    |
| CDA (kereszténydemokrata)              | 6    | 5    | 6    | 5    | 4    |
| VVD (jobbközép liberális)              | 5    | 7    | 5    | 4    | 5    |
| GroenLinks (baloldali zöld)            | 3    | 3    | 3    | 2    | 2    |
| D66 (baloldali liberális)              | 6    | 2    | 1    | 1    | 4    |
| SP (baloldali szocialista)             | -    | 3    | 2    | 5    | 2    |
| Leefb Schiedam (helyi)                 | -    | -    | 7    | 3    | 3    |
| Gemeente Belangen Schiedam (helyi)     | 2    | 2    | 3    | 1    | 1    |
| Algemeen Ouderen Verbond (nyugdíjasok) | -    | 1    | 1    | 1    | 2    |
| Centrum Democraten                     | 4    | 1    | -    | -    | -    |
| Trots op Nederland (Büszke hollandok)  | -    | -    | -    | -    | 2    |
| Progressief Schiedam (Haladó Schiedam) | -    | -    | -    | -    | 1    |
| Totaal                                 | 35   | 35   | 35   | 35   | 35   |

A polgármester 2006 óta Wilma Verver-Aartsen (Volkspartij voor Vrijheid en Democratie – VVD).

## Háztartások száma
Schiedam háztartásainak száma az elmúlt években az alábbi módon változott:
| Háztartások száma | 35 470 | 35 599 | 35 901 | 35 885 | 35 876 | 36 167 |
|                   | 2010   | 2011   | 2012   | 2013   | 2014   | 2015   |